# ბ
ბ（グルジア語: ბანი、/banɪ/）は、現行のグルジア文字の2番目の文字である。

## 使用
ジョージア語では有声両唇破裂音[b]を表す。記数法では数値2を表す。
ジョージア国内のラズ語でも使用されている。トルコ国内で使用されているラズ語ラテン・アルファベットの「B」に対応する。アブハズ語（1937年から1954年まで）およびオセット語（1938年から1954年まで）のグルジア文字表記法でも使用されていたが、現在はキリル文字が主に使われ、「Б」と記される。
ジョージア語のラテン文字化では「B」と記す。グルジア語の点字では記号⠃（U + 2803）となる。

## 字形
| アソムタヴルリ | ヌスフリ | ムヘドルリ | ムタヴルリ |
| -------------- | -------- | ---------- | ---------- |
|                |          |            |            |

## 符号位置
| 文字 | Unicode | JIS X 0213 | 文字参照          | 備考           |
| ---- | ------- | ---------- | ----------------- | -------------- |
| Ⴁ    | U+10A1  | -          | &#x10A1; &#4257;  | アソムタヴルリ |
| ⴁ    | U+2D01  | -          | &#x2D01; &#11521; | ヌスフリ       |
| Ბ    | U+1C91  | -          | &#x1C91; &#7313;  | ムタヴルリ     |
| ბ    | U+10D1  | -          | &#x10D1; &#4305;  | ムヘドルリ     |